# James M. Nederlander Theatre
Le James M. Nederlander Theatre (ou anciennement Ford Center for the Performing Arts Oriental Theatre) est un théâtre situé au 24 West Randolph Street dans le secteur du Loop à Chicago (Illinois, États-Unis). Ouvert en 1926 comme un cinéma palace de luxe, aujourd'hui, l'Oriental est exploité par Broadway in Chicago, une filiale de Nederlander Organization. Il est inscrit au Registre national des lieux historiques.

## Histoire
Le Théâtre a ouvert ses portes en 1926 parmi les nombreuses salles de cinéma construites à Chicago durant les années 1920 par la firme d'architecte Rapp and Rapp. Il a été construit sur le même emplacement que l'ancien théâtre Iroquois (plus tard, le Colonial Theatre). Le site actuel fut en 1903 l'origine d'un incendie désastreux qui a coûté plus de 600 vies.
Dans les années 1960, le théâtre faisait partie des plus populaires de la ville, mais sa fréquentation a commencé à décliner dans les années 1970, tout comme le reste du quartier en général. Vers la fin de la décennie, le théâtre a survécu à une projection de films d'exploitation. Il a fermé en 1981 et a été vacant pendant plus d'une décennie.
Le Théâtre est l'une des maisons maintenant nombreuses opérant dans le district de Chicago Boucle Théâtre revitalisée. Selon Richard Christiansen, l'ouverture de l'Oriental sous l'impulsion de la restauration d'autres théâtres dans la boucle.
Le quartier abrite aussi le Cadillac Palace Theatre, le Bank of America Theatre (anciennement Les Shubert Theatre), le Goodman Theatre et le Chicago Theatre. Randolph Street était traditionnellement le centre des divertissements de ce quartier de Chicago jusqu'en 1960 quand le secteur a commencé à décliner. Les théâtres, aujourd'hui démolis, du United Artists Theatre, Woods Theatre, Garrick Theater et Théâtre de Roosevelt étaient situés sur ou près de Randolph Street.

## Architecture
Les architectes de l'Oriental sont George L. et Cornelius W. Rapp, qui ont aussi construit le Palace and Chicago Theatres. Le décor oriental fut inspiré par l'architecture indienne. Le théâtre compte 3250 places et est exploité par la compagnie de théâtre de la ville, Balaban and Katz (une filiale de Paramount Pictures).

### Restauration
Le 10 janvier 1996, le cabinet canadien Livent a annoncé avoir acquis la propriété et a annoncé qu'il allait rénover le bâtiment avec une date d'achèvement prévue pour 1998. La ville de Chicago a promis 13,5 millions de dollars pour la restauration et la Ford Motor Company ont conclu un accord de parrainage avec Livent pour investir 1 million de dollars de frais annuels.
Cependant, en 1997, la fortune de Livent a décliné et la société a commencé à perdre de l'argent. En novembre 1998, l'entreprise a monté un dossier de protection chapitre 11 et le tribunal des faillites a approuvé la vente de ses actifs à SFX Entertainment.
Le théâtre a rouvert ses portes le 18 octobre 1998, avec une capacité de 2253 places. Le site restauré héberge actuellement en tournée les spectacles de Broadway. Le nom complet du théâtre est le The Ford Center for the Performing Arts Oriental Theatre, mais il est communément appelé simplement le théâtre oriental.
Lors de sa restauration, l'architecte Daniel P. Coffey a créé un plan de conception qui agrandirait les coulisses par l'éviscération du bâtiment adjacent de l'Oliver Building, tout en préservant un tiers de sa structure d'origine en acier.

## Représentations

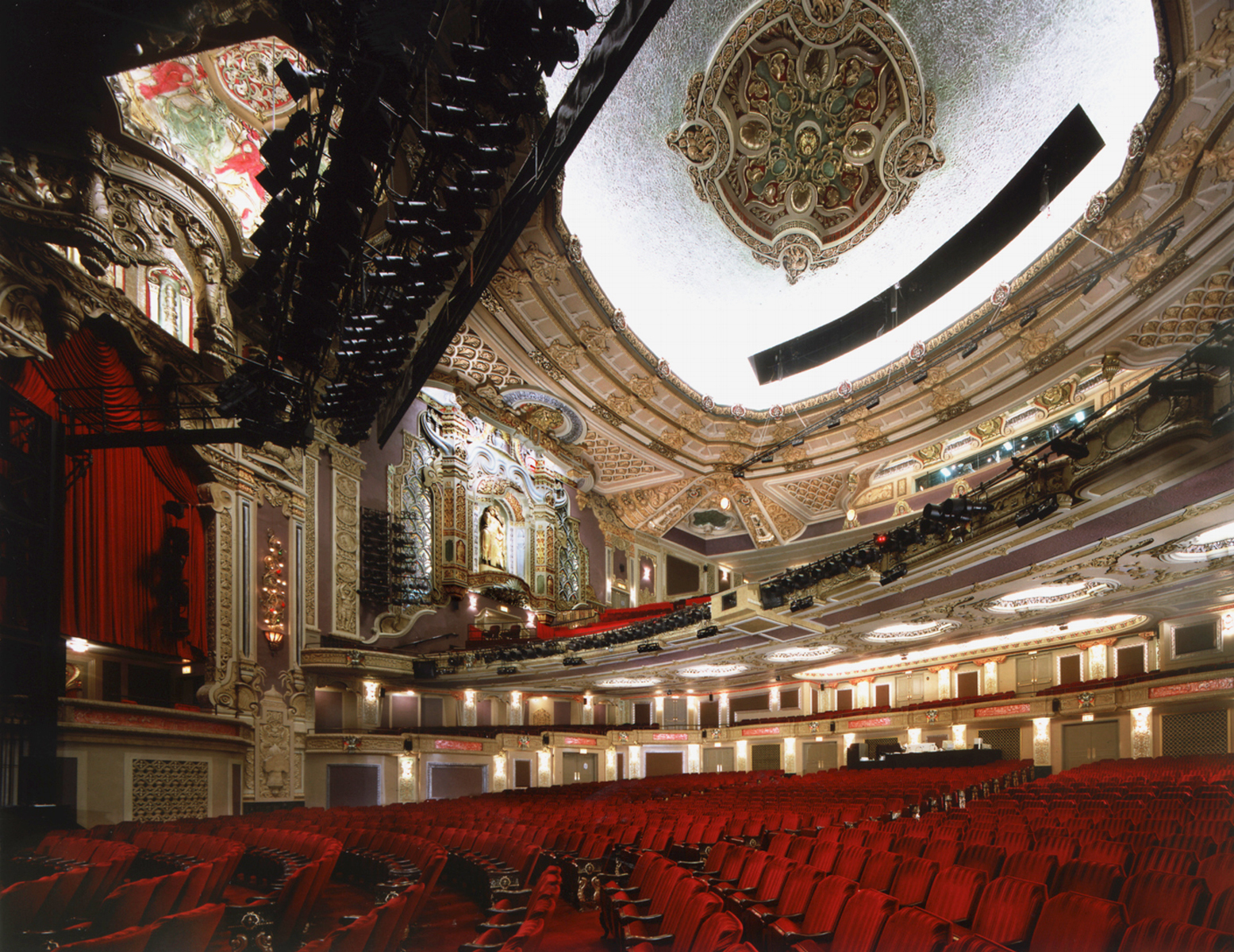
Intérieur du théâtre

Les deux films et pièces de vaudeville ont été présentés au cours de ses premières années, mais dans les années 1930, il est devenu essentiellement une salle de cinéma, bien que des spectacles et des concerts ont continué d'y figurer. Duke Ellington et son orchestre font des apparitions fréquentes à l'Oriental.
En octobre 1934, 12 ans, Frances Gumm et ses sœurs se produisent au théâtre, mais subissent des moqueries quand George Jessel les a présentées comme les Sœurs Gumm. Sur son insistance, elles ont changé leur nom pour The Sisters Garland, d'après son ami, le New York Times critique Robert Garland. "Frances Garland" allait plus tard changer son prénom, pour devenir Judy Garland.
Le Théâtre Oriental est référencé au début de l'année 1958 dans le film Auntie Mame.

### Productions notables
En 1998, le théâtre a rouvert avec pour la première fois de la musique ragtime. De juin 2005 à janvier 2009, le théâtre abrite une comédie musicale appelée Wicked dont la mise en scène est la plus populaire dans l'histoire de Chicago. La représentation de Wicked a largement dépassé les attentes, selon le producteur David Stone. La pré-production de la comédie musicale The Addams Family, avec Nathan Lane et Bebe Neuwirth a eu lieu du 13 novembre 2009 au 14 janvier 2010. L'Oriental a organisé une production de la lauréate 2009 Tony Award pour la meilleure comédie musicale mettant en vedette Billy Elliot, entre autres.

### Performances
Beaucoup de stars (en plus de ceux mentionnés ci-dessous) se sont produites ici, notamment The Three Stooges, Bing Crosby, Al Jolson, Stepin Fetchit, Sophie Tucker, Eddie Cantor, George Burns et Gracie Allen, Cab Calloway, Ella Fitzgerald, Fanny Brice, Danny Kaye, Billie Holiday, Alice Faye, Nathan Lane et Bebe Neuwirth.